# Nagold (by)
 For alternative betydninger, se Nagold. (Se også artikler, som begynder med Nagold)
Nagold er en by i landkreis Calw, i den tyske delstat Baden-Württemberg. Den ligger omkring 50 kilometer syd for Pforzheim og cirka 24 km nordøst for Freudenstadt. Den er den næststørste by i Landkreises Calw efter administrationsbyen Calw og er et lokalcenter for de omliggende kommuner.
Nagold udgør samen med byen Haiterbach og kommunerne Ebhausen og Rohrdorf et Verwaltungsgemeinschaft.

## Geografi
Nagold ligger ved udkanten af landskabet Korngäu ved Schwarzwald i en daludvidelse, hvor Waldach løber ud i floden Nagold. Den gamle bydel ligger på den højre flodbred. Ovenfor den modsatte flodbred ligger slotsbjerget med ruinen af Burg Hohennagold i en højde af 529.9 moh.

### Nabokommuner
Disse byer og kommuner grænser til byen Nagold. (med uret begynnende i øst): Jettingen og Mötzingen (begge i Landkreis Böblingen), Rottenburg am Neckar (Landkreis Tübingen), Eutingen im Gäu og Horb am Neckar (begge i Landkreis Freudenstadt) samt Haiterbach, Rohrdorf, Ebhausen und Wildberg (alle Landkreis Calw).

### Inddeling
Nagold er inddelt i selve byen med 12.602 indbyggere ( 30. juni 2008) og de otte tidligere kommuner Emmingen (1.575 indbyggere), Gündringen (856 indbyggere), Hochdorf (2.075 indbyggere), Iselshausen (1.412 indbyggere), Mindersbach (541 indbyggere), Pfrondorf (693 indbyggere), Schietingen (487 indbyggere) og Vollmaringen (1.668 indbyggere).

### Natur
Det afvekslende landskab med stejle skråninger ned mod Nagold, Waldach og Steinach er overvejende skovklædt. I kommunen Nagold er der fem naturbekyttelsesområder : Dalen til Mindersbach i den nordlige del, slotsbjerget ved selve byen, Teufels Hirnschale (Djævelens Hjerneskal) på Lemberg, Ziegelberg og Waldach- og Haiterbachdalene, der til dels ligger i selve byområdet.
Steinachtal, Waldachtal og Nagoldtal er også beskyttede landskaber.

## Literatur
- 1200 Jahre Nagold, ISBN 3-7977-0139-X.
- Sport- und Stadtgeschichte Nagold 1847–1997, ISBN 3-89570-262-5.
- Die Hirsch-Katastrophe. In Nagold vom 5. April 1906, ISBN 3-89264-666-X.
- Der Absolvent. Das Texer Buch. Absolventen der Lehranstalt des Deutschen Textileinzelhandels Nagold, ISBN 3-930179-02-4.
- Württembergisches Städtebuch; Band IV Teilband Baden-Württemberg Band 2 aus „Deutsches Städtebuch. Handbuch städtischer Geschichte – Im Auftrage der Arbeitsgemeinschaft der historischen Kommissionen und mit Unterstützung des Deutschen Städtetages, des Deutschen Städtebundes und des Deutschen Gemeindetages, hrsg. von Erich Keyser, Stuttgart 1961.